# Theope terambus
Theope terambus is een vlindersoort uit de familie van de prachtvlinders (Riodinidae), onderfamilie Riodininae.
Theope terambus werd in 1824 beschreven door Godart.